# توقيت شرق أوروبا
| أزرق فاتح | توقيت غرب أوروبا / توقيت غرينيتش (UTC)                                         |
| أزرق      | توقيت غرب أوروبا / توقيت غرينيتش (UTC)                                         |
| أزرق      | توقيت غرب أوروبا الصيفي / توقيت بريطانيا الصيفي / توقيت أيرلندا الرسمي (UTC+1) |
| أحمر      | توقيت وسط أوروبا (UTC+1)                                                       |
| أحمر      | توقيت وسط أوروبا الصيفي (UTC+2)                                                |
| أصفر      | توقيت شرق أوروبا / توقيت كالينينغراد (UTC+2)                                   |
| ذهبي      | توقيت شرق أوروبا (UTC+2)                                                       |
| ذهبي      | توقيت شرق أوروبا الصيفي (UTC+3)                                                |
| أخضر      | توقيت موسكو / توقيت تركيا (UTC+3)                                              |
| فيروزي    | توقيت أرمينيا / توقيت أذربيجان / توقيت جورجيا (UTC+4)                          |

توقيت شرق أوروبا (بالإنجليزية: Eastern European Time)‏ واختصاراً EET هو اسم يطلق على المنطقة الزمنية التي تضم دول شرق أوروبا وبعض دول الشرق الأوسط. ويكون الوقت في هذه المنطقة UTC +02 ويصبح الوقت خلال التوقيت الصيفي UTC +03

## الاستخدام
تستخدم هذه البلدان وأجزاء البلدان والمناطق توقيت شرق أوروبا في الشتاء فقط.
- بلغاريا، منذ 1894
- قبرص
- إستونيا، في سنوات 1921–40 ومنذ 1990
- فنلندا، منذ 1921
- اليونان، منذ 1916
- إسرائيل، منذ 1948
- الأردن
- لبنان
- سوريا
- لاتفيا، في سنوات 1926–40 ومنذ 1990
- ليتوانيا، في 1920–40 ومنذ 1990 مع توقف في 1998–1999
- مولدوفا، في سنوات 1918–40, 1941–44 ومنذ 1991
- الأراضي الفلسطينية
- رومانيا
- تركيا، منذ 1910 مع توقف في 1978–85
- أوكرانيا, in years 1922–30 and since 1990[1]

استخدم توقيت شرق أوروبا سابقاً في المناطق التالية:
- موسكو في سنوات 1922–30 و1991–92.
- أوبلاست كالينينغرادسكايا في روسيا أيضاً في سنوات 1945 و1991–2011.
- بيلاروسيا، في سنوات 1922–30 و1990–2011[2]
- بولندا في سنوات 1918–22.
- مصر، حتى 2011, وأعيد استخدامه مرة ثانية في 2014
- في الحرب العالمية الثانية، استخدمت ألمانيا (توقيت وسط أوروبا) في الأراضي الشرقية المحتلة.
- القرم (شبه جزيرة), من 1991 إلى مارس 29, 2014.[3]

في بعض الأحيان تستخدم مايكروسوفت ويندوز, FLE Standard Time (لأجل فلندا، ليتوانيا، إستونيا, واحياناً فلندا، لاتفيا، إستونيا) أو GTB Standard Time (لأجل اليونان، تركيا، بلغاريا) وكلها أسماء تستخدم لنفس توقيت شرق أوروبا.